# سعيد خليل
سعيد خليل (بالإنجليزية: Said Khalil) ممثل مصري من مواليد 18 مارس 1911 اكتشفه عزيز عيد  وكانت بداية مسيرته الفنية في الفرقة القومية وذلك في بداية الأربعينيات وكان محصوراً في قالب أدوار الشر. سافر إلى ألمانيا لدراسة التمثيل لكنه عاد بسبب وفاة والدته. شارك في أكثر من 112 عملا بين السينما والمسرح والتليفزيون، آخر أعماله مسلسل «اليتيم والحب» في عام 1980.
تزوج من الفنانة سعاد حسين (والدة الفنانة سماح أنور)، وأنجب منها نجله سمير، وطلبت الطلاق، وكشف سعيد خليل أمام المحكمة أن زوجته سعاد طلبت منه الطلاق لمدة شهر، وعرضت كتابة تعهد بالعودة إليه، وأنها هدفت إلى تداول الصحف خبر طلاقهما، وتكتب عنها كما كتبت عن طلاق صباح وأنور منسي، وعن شادية لما طلقها عماد حمدي، وعن فاتن حمامة لما طلقها عزالدين ذوالفقار، وليلى مراد لما طلقها أنور وجدي، وتصبح بذلك نجمة مشهورة.
كان سببا في دخول الفنان الراحل توفيق الدقن  مجال الفن وأيضا سبباً في تخصص الأخير أيضا في أدوار الشر فقد كان سعيد خليل يشارك في عرض مسرحي بمدينة المنيا مع فرقة روحية خالد المسرحية وكان يجسد دور المعلم الشرير فوجئت روحية خالد باعتذار سعيد خليل بسبب مرضه الشديد وصدفة شاهدت الفنان توفيق الدقن الذي كان وقتها رئيس فريق التمثيل بالمدرسة الثانوية، التي يقام فيها العرض فأعجبت به وأقنعته بالالتحاق بفرقتها ليبدأ مشواره في التمثيل.
من أبرز أدواره التي جسدها شخصية عبد العال في فيلم ريا وسكينة.
توفي الفنان سعيد خليل في 28 مايو من عام 1980.

## أهم أعماله
فيلم «فتاة الميناء» عام 1964 للمخرج حسام الدين مصطفى  (قام بدور مرسي من رجال محجوب).
فيلم «وعاد الحب» عام 1960 للمخرج فطين عبد الوهاب.
فيلم «الصقر» عام 1950 للمخرج الإيطالي جياكومو جنتيلومو.
فيلم «قلب يحترق» عام 1959 للمخرج كمال الشيخ.
فيلم «ابن الشرق» عام 1945 للمخرج إبراهيم حلمي.
فيلم «أبواب الليل» عام 1969 للمخرج حسن رضا.

## وصلات خارجية
- سعيد خليل على موقع IMDb (الإنجليزية)
- سعيد خليل على موقع الدهليز
- سعيد خليل على موقع قاعدة بيانات الأفلام العربية

https://www.elmogaz.com/647538 سعيد خليل (ممثل)
https://www.albawabhnews.com/3000059 سعيد خليل (ممثل)
http://www.elgornal.net/news/news.aspx?id=13959551 نسخة محفوظة 7 أكتوبر 2021 على موقع واي باك مشين. سعيد خليل (ممثل)
https://karohat.com/Person/f2e5858c-5348-48eb-a823-d8e7e34831be نسخة محفوظة 5 أكتوبر 2021 على موقع واي باك مشين. سعيد خليل (ممثل)